# Thiên hà Xì Gà
Thiên hà Xì Gà (còn được gọi là NGC 3034, Messier 82 hoặc M82) là một thiên hà bùng nổ sao cách đây khoảng 12 triệu năm ánh sáng trong chòm sao Đại Hùng. Một thành viên của Messier 81, khoảng năm lần sáng hơn hơn toàn bộ Dải Ngân hà và có một trung tâm sáng hơn một trăm lần so với trung tâm thiên hà của chúng ta. Hoạt động bùng nổ sao (starburst) được cho là đã được kích hoạt bằng sự tương tác với thiên hà lân cận M81. Là thiên hà bùng nổ sao gần Trái Đất nhất, M82 là ví dụ nguyên mẫu của loại thiên hà này.

## Khám phá
M82 lần đầu tiên được phát hiện bởi Johann Elert Bode vào ngày 31 tháng 12 năm 1774 cùng với M81; ông mô tả nó như là một "miếng vá tinh nghịch", khoảng 0,75 deg đi từ M81, "rất nhợt nhạt và hình dạng thuôn dài". Năm 1779, Pierre Méchain độc lập tái khám phá cả hai thiên hà và báo cáo chúng với Charles Messier, người đã thêm chúng vào danh mục của mình.

## Cấu trúc

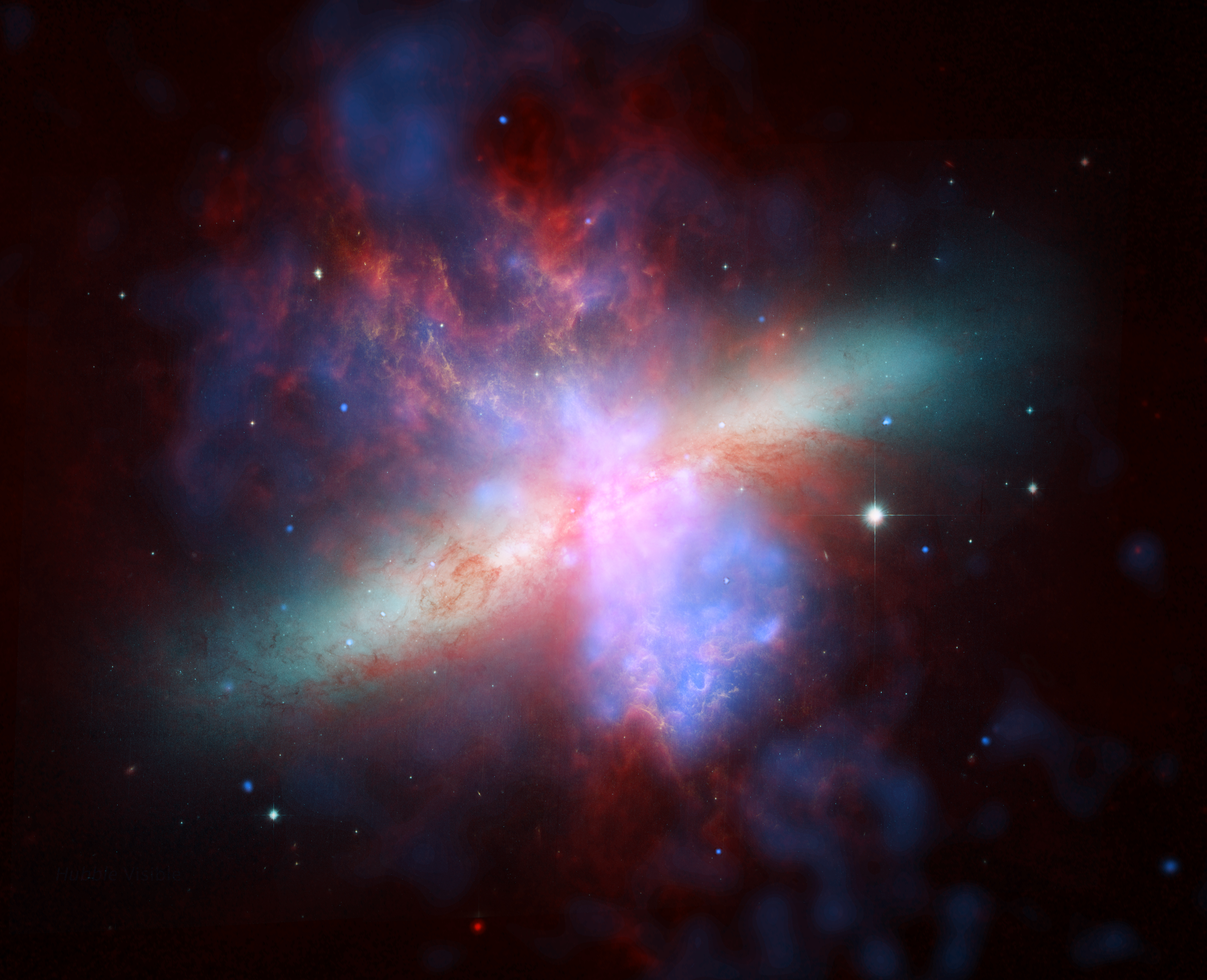
Đây là một hình ảnh tổng hợp được thực hiện từ ba dự án quan sát vệ tinh. Các khía cạnh có thể nhìn thấy của thiên hà được chụp bởi HST. Spitzer đã chụp ảnh nó trong hồng ngoại, cho thấy phát xạ bụi và Chandra đã chụp ảnh nó trong tia X (hiển thị phần lớn phát xạ synchrotron từ nhanh electron). Phát xạ tia X được hiển thị trong các phần màu xanh.

M82 trước đây được cho là thiên hà bất thường. Tuy nhiên, trong năm 2005, hai xoắn ốc đối xứng được phát hiện trong hình ảnh cận Hồng ngoại (NIR) của M82. Các cánh tay được phát hiện bằng cách trừ một đĩa mũ trục đối xứng từ các ảnh NIR. Mặc dù các cánh tay được phát hiện trong các hình ảnh của NIR, chúng to hơn cả đĩa. Các cánh tay trước đây đã bị nhỡ do đĩa cao của M82 độ sáng bề mặt, góc nhìn cận cảnh của thiên hà này (~ 80 °), và che khuất bởi một mạng lưới các sợi bụi phức tạp trong hình ảnh quang học của nó. Những cánh tay này phát ra từ các đầu của NIR Thanh thiên hà xoắn ốc thanh và có thể được theo sau với chiều dài 3 đĩa. Giả sử rằng phần phía bắc của M82 gần hơn với chúng ta, như hầu hết các tài liệu, ý nghĩa luân phiên quan sát ngụ ý cánh tay sau.

### Vùng Starburst

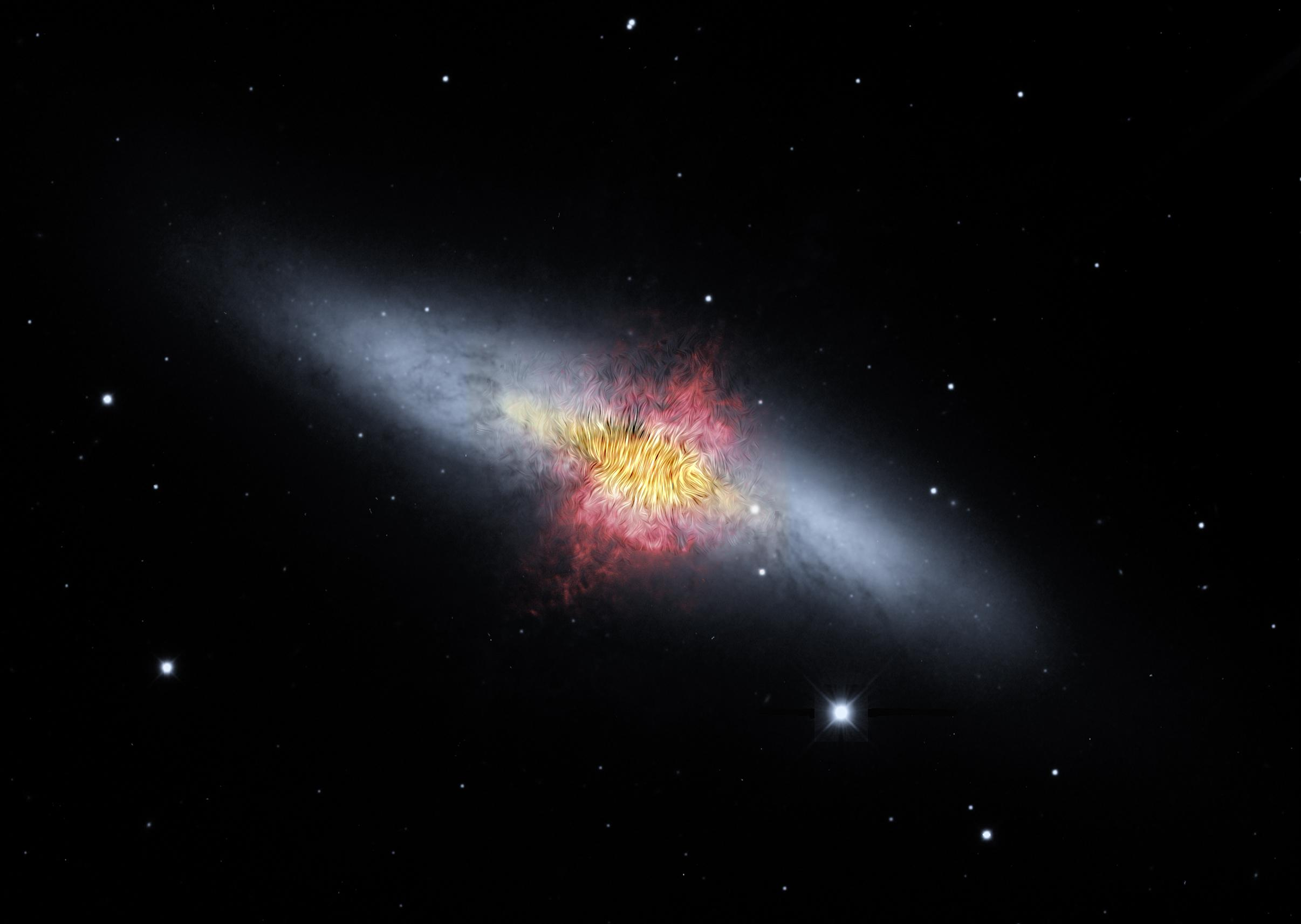
Từ trường của M82.

Năm 2005, Kính thiên văn vũ trụ Hubble đã phát hiện 197 cụm lớn trẻ trong lõi sao. Khối lượng trung bình của các cụm này là khoảng 200.000 khối lượng mặt trời, do đó lõi starburst là một môi trường rất năng động và có mật độ cao. Xuyên suốt trung tâm của thiên hà, các ngôi sao trẻ được sinh ra nhanh gấp 10 lần so với trong Ngân hà.
Trong lõi của M82, vùng starburst đang hoạt động có đường kính 500 pc. Bốn vùng sáng hoặc các vùng có độ sáng bề mặt cao (được chỉ định A, C, D và E) có thể phát hiện được ở vùng này ở các bước sóng nhìn thấy được. Những cục này tương ứng với các nguồn đã biết tại X quang, hồng ngoại, và radio  Do đó, chúng được cho là các cụm starburst ít bị che khuất nhất từ điểm thuận lợi của chúng ta. Dòng chảy lưỡng cực duy nhất của M82 (hoặc 'superwind') dường như tập trung vào các khối A và C và được thúc đẩy bởi năng lượng được giải phóng bởi siêu tân tinh trong các khối xuất hiện ở tốc độ trong khoảng mười năm một lần.
Đài quan sát tia X Chandra phát hiện dao động X quang phát ra từ một vị trí cách xa trung tâm M82 khoảng 600 năm ánh sáng. Các nhà thiên văn học đã cho rằng sự phát xạ dao động này xuất phát từ hố đen khối lượng trung bình đầu tiên được biết đến, khoảng 200 đến 5000 khối lượng mặt trời.
M82, giống như hầu hết các thiên hà, có một lỗ đen siêu lớn ở tâm của nó với khối lượng khoảng 3 x 10 khối lượng mặt trời được đo từ sao động lực học.

### Vật thể không xác định
Vào tháng 4 năm 2010, các nhà thiên văn vô tuyến đang làm việc tại Đài thiên văn Jodrell của Đại học Manchester ở Anh đã báo cáo một đối tượng trong M82 đã bắt đầu gửi sóng vô tuyến và phát xạ không giống như bất cứ thứ gì được thấy ở bất kỳ đâu trong vũ trụ trước đây.
Đã có một số giả thuyết về bản chất của đối tượng này, nhưng hiện tại không có lý thuyết nào hoàn toàn phù hợp với dữ liệu quan sát.
Người ta cho rằng vật thể có thể là "quasar vi mô" khác thường độ sáng của đài phát thanh nhưng độ sáng tia X thấp và khá ổn định, nó có thể là một điểm tương tự của siêu vi quang ánh sáng tia X (SS 433. Tana Joseph, Thomas Maccarone, Robert Fender:  Radio bất thường thoáng qua trong M82: tương tự SS 433? , 2011-07-25 Tuy nhiên, tất cả micro quasar đã biết s tạo ra một lượng lớn tia X, trong khi dòng tia X của vật thể nằm dưới ngưỡng đo lường. Vật thể nằm ở vài giây giây từ tâm của M82 khiến nó không được liên kết với một lỗ đen siêu lớn. Nó có chuyển động siêu sáng rõ ràng gấp bốn lần tốc độ ánh sáng liên quan đến trung tâm thiên hà.

## Đặc điểm

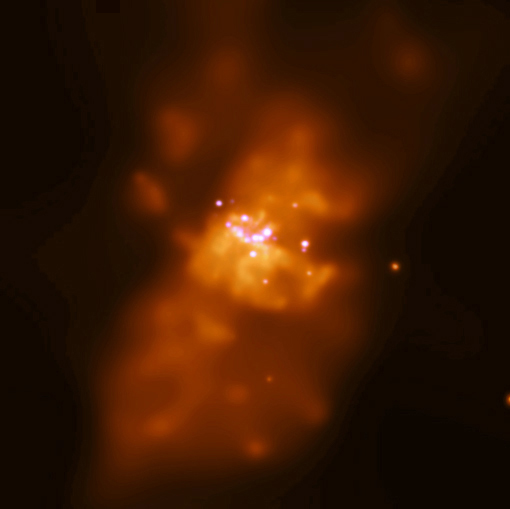
Hình ảnh quan sát tia X từ Chandra của thiên hà.

M82 đang bị ảnh hưởng về vật chất bởi hàng xóm lớn hơn của nó, xoắn ốc M81. Lực thủy triều gây ra bởi trọng lực đã biến dạng M82, một quá trình bắt đầu khoảng 100 triệu năm trước. Sự tương tác này đã làm cho sự hình thành sao tăng gấp mười lần so với các thiên hà "bình thường".
M82 đã trải qua ít nhất một cuộc chạm trán thủy triều với M81 dẫn đến một lượng lớn khí được đưa vào lõi của thiên hà trong 200 năm qua. Cuộc gặp gỡ gần đây nhất được cho là đã xảy ra khoảng 2 –5 ×10 8 năm trước và kết quả là một starburst tập trung cùng với một đỉnh tương ứng được đánh dấu trong phân bố tuổi cụm. Starburst này chạy tới ~ 50 Myr với tốc độ của ~ 10  M 
Các ngôi sao trong đĩa của M82 dường như đã được hình thành trong một vụ nổ 500 triệu năm trước, để lại đĩa của nó rải rác với hàng trăm cụm với các thuộc tính tương tự như cụm sao cầu (nhưng trẻ hơn), và dừng lại 100 triệu năm trước mà không có sự hình thành sao diễn ra trong này thiên hà bên ngoài starburst trung tâm và, ở mức thấp kể từ 1 tỷ năm trước, trên thiên hà quầng hào quang của nó. Một đề xuất để giải thích các tính năng đó là M82 trước đây là thiên hà có độ sáng bề mặt thấp nơi hình thành sao được kích hoạt do tương tác với người hàng xóm khổng lồ của nó.
Bỏ qua bất kỳ sự khác biệt nào về khoảng cách tương ứng của chúng với Trái Đất, các trung tâm của M81 và M82 được tách biệt bằng cách khoảng 130.000 năm ánh sáng. Định lì Py-ta-go một tách hình ảnh của 38 & nguyên tố; 0,07; Khoảng cách trung bình 11,65 Mly × sin (38 & nguyên tố;.07) = 130.000 ly tách hình ảnh. Khoảng cách thực tế là 300+300
−200 kly.